# موتين روشي
موتين روشي الملقب بالحكيم تورتو (حكيم البحار السبعة) هو أحد شخصيات سلسلة الأنمي دراغون بول. وقد كان مدربا لسون غوكو في السابق، وهو من علمه تقنية الكامي هامي ها الشهيرة. وموتين روشي عجوز منحرف إلَّا أنه مدرب ممتاز، وقد شارك في قتال جنود فريزا. يعيش موتين روشي في جزيرة تقع في عرض البحر مع سلحفاة.

## روابط خارجية
- موتين روشي على موقع ميوزك برينز (الإنجليزية)